# 필 스콧
필 스콧(Philip Brian Scott, 1958년 8월 4일 ~ )은 미국의 정치인으로 제82대 버몬트주 주지사이다.

## 학력
- 버몬트 대학교 산업교육 B.S.

## 경력
- 2001.01 ~ 2011.01 버몬트주 상원의원
- 2011.01 ~ 2017.01 제81대 버몬트 부지사
- 2017.01 ~ 제82대 버몬트 주지사

## 역대 선거 결과
| 선거명      | 직책명                   | 대수 | 정당   | 득표율 | 득표수    | 결과 | 당락               |
| ----------- | ------------------------ | ---- | ------ | ------ | --------- | ---- | ------------------ |
| 2000년 선거 | 상원의원 (워싱턴 선거구) | -대  | 공화당 | 16.95% | 13,412표  | 2위  | 버몬트 주의원 당선 |
| 2002년 선거 | 상원의원 (워싱턴 선거구) | -대  | 공화당 | 16.64% | 10,849표  | 3위  | 버몬트 주의원 당선 |
| 2004년 선거 | 상원의원 (워싱턴 선거구) | -대  | 공화당 | 17.22% | 13,294표  | 3위  | 버몬트 주의원 당선 |
| 2006년 선거 | 상원의원 (워싱턴 선거구) | -대  | 공화당 | 17.89% | 12,588표  | 3위  | 버몬트 주의원 당선 |
| 2008년 선거 | 상원의원 (워싱턴 선거구) | -대  | 공화당 | 19.97% | 15,763표  | 1위  | 버몬트 주의원 당선 |
| 2010년 선거 | 버몬트 부지사            | 81대 | 공화당 | 49.38% | 116,198표 | 1위  | 버몬트 부지사 당선 |
| 2012년 선거 | 버몬트 부지사            | 81대 | 공화당 | 57.11% | 162,767표 | 1위  | 버몬트 부지사 당선 |
| 2014년 선거 | 버몬트 부지사            | 81대 | 공화당 | 62.14% | 118,949표 | 1위  | 버몬트 부지사 당선 |
| 2016년 선거 | 버몬트 주지사            | 82대 | 공화당 | 52.91% | 166,817표 | 1위  | 버몬트 지사 당선   |
| 2018년 선거 | 버몬트 주지사            | 82대 | 공화당 | 55.19% | 151,261표 | 1위  | 버몬트 주지사 당선 |
| 2020년 선거 | 버몬트 주지사            | 82대 | 공화당 | 68.49% | 248,412표 | 1위  | 버몬트 주지사 당선 |
| 2022년 선거 | 버몬트 주지사            | 82대 | 공화당 | 69.24% | 202,147표 | 1위  | 버몬트 주지사 당선 |
| 2024년 선거 | 버몬트 주지사            | 82대 | 공화당 | 73.43% | 266,439표 | 1위  | 버몬트 주지사 당선 |